# 18 Dywizja Piechoty (Imperium Rosyjskie)
18 Dywizja Piechoty (ros. 18-я пехотная дивизия) – wielka jednostka piechoty Armii Imperium Rosyjskiego.

## Charakterystyka
Dywizja wchodziła w skład 14 Korpusu Armijnego. Walczyła w czasie I wojny światowej. W tym czasie dywizja etatowo posiadała cztery pułki po cztery bataliony oraz brygadę artylerii polowej z 6 bateriami po 8 dział. Doświadczenie zdobyte podczas walk na frontach I wojny światowej  skutkowało zmianami organizacyjnymi. Zimą z 1916 na 1917 rozpoczęto reorganizację dywizji piechoty. Zredukowano liczbę batalionów z 16 do 12 i zmniejszono liczbę dział polowych na mniej aktywnych odcinkach frontu.

## Struktura organizacyjna
Organizacja w 1914
- Dowództwo 18 Dywizji Piechoty w Lublinie
- 1 Brygada Piechoty w Lublinie
  - 69 Riazański pułk piechoty w Lublinie
  - 70 Riażski pułk piechoty w Siedlcach
- 2 Brygada Piechoty w Dęblinie (ros. Iwanogorod)
  - 71 Bielewski pułk piechoty w Puławach (ros. Новая Александрия)
  - 72 Tulski pułk piechoty w Dęblinie (ros. Iwanogorod)
- 18 Brygada Artylerii
  - 1 dywizjon w Lublinie
  - 2 dywizjon w Dęblinie